# Диявол в Огайо
Диявол в Огайо (англ. Devil in Ohio) — це американський інтернет-серіал 2022 року від Netflix у жанрі трилеру створений компанією 1001 Pictures, Haven. В головних ролях — Емілі Дешанель, Сем Джагер, Херардо Селаско, Мейделін Артур, Шарія Дотсон, Аліша Ньютон, Наомі Тан.
Перший сезон вийшов 2 вересня 2022 року.
Серіал має 1 сезон. Завершився 8-м епізодом, який вийшов в ефір 2 вересня 2022 року.
Режисер серіалу — Стівен А. Адельсон, Бред Андерсон, Джон Фосетт, Леслі Хоуп.
Сценарист серіалу — Дарія Полатін, Аарон Картер, Лорелей Ігнас.

## Сюжет
Рятуючи юну пацієнтку, що втекла із таємничої секти, психіатриня дає їй притулок у власному домі. Тепер життя лікарки та її сім'ї в небезпеці.

## Актори та ролі

### Головні
| Актор           | Роль           |
| --------------- | -------------- |
| Емілі Дешанель  | Сюзанна Метіс  |
| Сем Джагер      | Петер Метіс    |
| Херардо Селаско | детектив Лопес |
| Мейделін Артур  | Мей            |
| Шарія Дотсон    | Жюль Метіс     |
| Аліша Ньютон    | Хелен Метіс    |
| Наомі Тан       | Дані Метіс     |

### Повторювані
| Актор           | Роль             |
| --------------- | ---------------- |
| Марсі Т. Хаус   | Адель Торнтон    |
| Бредлі Страйкер | шериф Вілкінс    |
| Джейсон Сакакі  | Ісаак Кімура     |
| Еван Еллісон    | Себастьян Зелле  |
| Тай Вуд         | Тедді Гаррінгтон |
| Джульє Амара    | Тетяна Нельсон   |
| Тамо Пенікетт   | Малахія          |
| Єва Борн        | Джина Брукс      |
| Кінан Трейсі    | Ноя              |
| Саманта Ферріс  | Рода Моррісон    |

## Сезони
| Сезон | Епізоди | Епізоди | Оригінальний показ | Оригінальний показ | Оригінальний показ |
| Сезон | Епізоди | Епізоди | Перший показ       | Останній показ     | Мережа             |
| ----- | ------- | ------- | ------------------ | ------------------ | ------------------ |
| 1     | 8       | 8       | 2 вересня 2022     | 2 вересня 2022     | Netflix            |

## Список серій

### Сезон 1 (2022)
| № | # | Назва                                   | Режисер            | Сценарист                    | Перший ефір у США |
| --- | - | --------------------------------------- | ------------------ | ---------------------------- | ----------------- |
| 1 | 1 | «Падіння» «Broken Fall»                 | Джон Фосетт        | Дарія Полатін                | 2 вересня 2022    |
| В окрузі Амон штату Огайо знаходять дівчину з дивною раною та забирають її до лікарні в сусідньому містечку. Там вона стає пацієнткою докторки Сюзанни Метіс. |   |                                         |                    |                              |                   |
| 2 | 2 | «Притулок» «Sanctuary»                  | Джон Фосетт        | Дарія Полатін                | 2 вересня 2022    |
| Мей звикає до життя з родиною Метісів, а Сюзанна намагається знайти для неї прийомну сім’ю. Детектив Алекс Лопес робить тривожне відкриття.                   |   |                                         |                    |                              |                   |
| 3 | 3 | «Сторож матері своєї» «Mother's Keeper» | Бред Андерсон      | Дарія Полатін                | 2 вересня 2022    |
| Після вступу до школи Мей привертає увагу редактора газети. Сюзанна знаходить батьків Мей. Пітер просить подругу про допомогу.                                |   |                                         |                    |                              |                   |
| 4 | 4 | «Надійність» «Rely-upon»                | Бред Андерсон      | Кетлін Хейл                  | 2 вересня 2022    |
| Алекс шукає відповіді про Амонтаун, а Сюзанна консультується з експертом. Фотографія Мей викликає у школі хаос із несподіваними наслідками.                   |   |                                         |                    |                              |                   |
| 5 | 5 | «У вогні» «Alight»                      | Леслі Хоуп         | Ендрю Уайлдер                | 2 вересня 2022    |
| Сюзанна дізнається більше про те, що пережила Мей в Амонтауні. Для Джулс Гелловін іде не за планом, адже вона починає сумніватися в мотивах Мей.              |   |                                         |                    |                              |                   |
| 6 | 6 | «Моє кохання та я» «My Love and I»      | Леслі Хоуп         | Джой Грегорі                 | 2 вересня 2022    |
| Після пожежі Алекс усвідомлює дещо важливе. Сюзанну переслідують болісні спогади. Налякана Мей намагається завадити побаченню Джулз.                          |   |                                         |                    |                              |                   |
| 7 | 7 | «Одна кров» «By Blood»                  | Стівен А. Адельсон | Аарон Картер, Лорелей Ігнас  | 2 вересня 2022    |
| Свято врожаю супроводжується повним місяцем і хаосом. Сюзанна відчайдушно намагається вберегти Мей. Алекс усвідомлює ступінь могутності секти.                |   |                                         |                    |                              |                   |
| 8 | 8 | «Світанок» «The Dawning»                | Стівен А. Адельсон | Дарія Полатін, Ендрю Уайлдер | 2 вересня 2022    |
| Сюзанна простежує шлях Мей до Амонтауна, де родина Додд і їхні послідовники готуються до смертельного ритуалу. Сім’я Метіс починає нову сторінку.             |   |                                         |                    |                              |                   |